# Herbert Sidebotham
Herbert Sidebotham (* 21. Dezember 1872 in Salford; † 19. März 1940) war ein britischer Journalist, der 1916 zu den Gründern des zionistischen British Palestine Committee gehörte.

## Leben
Herbert Sidebotham war der Sohn eines Versicherungsvertreters. Er besuchte die Manchester Grammar School und studierte Rechtswissenschaft am Balliol College. 1912 erhielt er die Zulassung als Rechtsanwalt, übte diesen Beruf aber nicht aus.
Von 1895 bis 1918, also unter anderem während des Zweiten Burenkriegs und des Ersten Weltkriegs, leitete er die Redaktion Kriegsberichterstattung beim Manchester Guardian. Von 1917 bis 1920 war er parlamentarischer Berichterstatter („Gallery correspondent“) der Zeitung The Times und leitete deren Redaktion Wehrpolitik. Von 1920 bis 1923 war er politischer Berater des Daily Chronicle. Ab 1923 schrieb er in der Sunday Times unter dem Pseudonym „Scrutator“ und für den Daily Sketch als „Candidus“.
Im April 1916 gründete er mit Harry Sacher, einem Kollege beim Guardian, Simon Marks und Israel Sieff das zionistische British Palestine Committee, das ein jüdisches Palästina unter britischem Schutz propagierte. Von 26. Januar 1917 bis 1920 verlegte er mit Harry Sacher die Zeitschrift Palestine, das Organ des British Palestine Committee. Er verfocht das zionistische Programm und argumentierte mit dem jüdischen Staat als Interessenwahrer des Britischen Weltreich, v. a. des Suez-Kanals nach der Auflösung des Osmanischen Reichs.
1918, vor dem Abschluss des Vertrag von Sèvres 1920, dokumentierte er eine bis heute kontroverse Argumentationsfigur vom Fehlen einer kulturell geeigneten autochthonen Zivilisation in Palästina:

„Nor is there any indigenous civilization in Palestine that could take the place of the
Turkish except that of the Jews, who, already numbering one-seventh of the population, have given to Palestine everything that it has ever had of value to the world.“

## Schriften
- England and Palestine. Essays Towards the Restoration of the Jewish State. Constable, London 1918.
- Political Profiles from British public life. Houghton Mifflin Company, Boston 1921 (Digitalisat).
- British policy and the Palestine mandate. Our proud privilege. A memorandum. Benn, London 1929.
- A short dialogue on Palestine (um 1932), Nachdruck 1978.
- British interests in Palestine. London Caledonian Press, London 1934.
- Great Britain and Palestine. Macmillan, London 1937.
- British Imperial Interests in Palestine. Garden City Press, Letchworth 1937.
- mit Sidney Dark: The folly of anti-Semitism. Hodder and Stoughton, London 1939.